# Pterolophia postflavomaculata
Pterolophia postflavomaculata är en skalbaggsart som beskrevs av Stefan von Breuning 1969. Pterolophia postflavomaculata ingår i släktet Pterolophia och familjen långhorningar. Inga underarter finns listade i Catalogue of Life.